# セロ・デ・パスコ
セロ・デ・パスコ（スペイン語: Cerro de Pasco）は、ペルー中部のアンデス山脈上に位置する都市。人口7万人のパスコ県の県都で、鉱業の主要な中心地である。標高4330mの世界で最も高所に位置する都市のひとつである。ヤナカンチャ地域では4380mにもなる。300km離れた首都リマまで、道路と鉄道が通じている。

## 鉱業
17世紀初頭に銀鉱が発見されて以来、この地は世界有数の銀の産地となった。スペインに搾り取られたにもかかわらず、今なお活発な鉱業の中心地であり続けている。
現在、鉱山は20世紀の民営化でセントロミン社から採掘権を購入したボルカン・コンパニーア・ミネーラ社が経営している。地下と露天掘りを合わせた生産量は2006年で鉛5.83万トン、亜鉛15.53万トン、銀850万オンスなど総計334万トンにおよぶが、これが採掘量か実際に取り出された量かははっきりしない。銅の生産は何年も前に停止され、古い精錬所の廃墟がコルキヒルカの西の線路近くに残っている。
グレイ・ブレチンは、セロ・デ・パスコの鉱山はウィリアム・ランドルフ・ハーストとその家族の主要な収入源だったと述べている。

## 気候
標高4300mに位置するセロ・デ・パスコの気温は最も高い月でも10度以下で、高山気候またはツンドラ気候（ケッペンの気候区分のETw）、あるいは亜極海洋性気候 (Cwc) というまれな別の気候にあたる。湿度は夏高く、冬低いが、気温は一年を通して低い。しばしば降雪がある。
年間平均気温は5.5度、年間平均降水量は999mmである。
| セロ・デ・パスコの気候 | セロ・デ・パスコの気候 | セロ・デ・パスコの気候 | セロ・デ・パスコの気候 | セロ・デ・パスコの気候 | セロ・デ・パスコの気候 | セロ・デ・パスコの気候 | セロ・デ・パスコの気候 | セロ・デ・パスコの気候 | セロ・デ・パスコの気候 | セロ・デ・パスコの気候 | セロ・デ・パスコの気候 | セロ・デ・パスコの気候 | セロ・デ・パスコの気候 |
| 月                     | 1月                    | 2月                    | 3月                    | 4月                    | 5月                    | 6月                    | 7月                    | 8月                    | 9月                    | 10月                   | 11月                   | 12月                   | 年                     |
| ---------------------- | ---------------------- | ---------------------- | ---------------------- | ---------------------- | ---------------------- | ---------------------- | ---------------------- | ---------------------- | ---------------------- | ---------------------- | ---------------------- | ---------------------- | ---------------------- |
| 平均最高気温 °C （°F） | 11.9 (53.4)            | 10.9 (51.6)            | 11.4 (52.5)            | 12.9 (55.2)            | 12.2 (54)              | 12.7 (54.9)            | 12.5 (54.5)            | 12.9 (55.2)            | 12.0 (53.6)            | 12.4 (54.3)            | 12.5 (54.5)            | 13.0 (55.4)            | 12.28 (54.09)          |
| 平均最低気温 °C （°F） | 0.6 (33.1)             | 0.9 (33.6)             | 0.7 (33.3)             | −0.4 (31.3)            | −2.0 (28.4)            | −4.0 (24.8)            | −3.9 (25)              | −3.1 (26.4)            | −1.6 (29.1)            | −0.8 (30.6)            | −0.7 (30.7)            | −0.1 (31.8)            | −1.2 (29.84)           |
| 降水量 mm （inch）     | 137 (5.39)             | 151 (5.94)             | 153 (6.02)             | 80 (3.15)              | 43 (1.69)              | 14 (0.55)              | 16 (0.63)              | 26 (1.02)              | 52 (2.05)              | 98 (3.86)              | 103 (4.06)             | 126 (4.96)             | 999 (39.32)            |
| 出典：Climate-data.org |                        |                        |                        |                        |                        |                        |                        |                        |                        |                        |                        |                        |                        |